# Андреј Тотемски
Андреј Тотемски је руски православни светитељ из 17. века.

## Биографија
Рођен је 1638. године у Тотматској области. На Крштењу је добио име по светом Андреју Стратилату. Замонашио се у Галичком Воскресенском манастиру. Примио је подвиг јуродивости Христа ради и извршавао га десет година. Најчешће је боравио крај цркве Воскресенија, у граду Тотми, на обали реке Сухоне. Ту је и зими и лети ишао бос, у худој и подераној одећи, хранио се само хлебом и водаом, и то у тако малој количини, тек да не умре од глади.
Умро је 10. октобра 1673. године по јулијанском календару.
Православна црква га прославља 10. октобра по јулијанском календару (=23. октобра по грегоријанском календару у 20.—21. веках).